# Ypthima newara
Ypthima newara är en fjärilsart som beskrevs av Wood-mason 1886. Ypthima newara ingår i släktet Ypthima och familjen praktfjärilar. Inga underarter finns listade i Catalogue of Life.